# Trujillo (Venezuela)
Trujillo is een stad en gemeente in de Venezolaanse staat Trujillo. De gemeente telt 60.000 inwoners, van wie het merendeel in de hoofdplaats Trujillo, tevens de hoofdstad van de staat Trujillo.